# Maslinica
Maslinica je jedino šoltansko naselje koje je smješteno u uvali zapadne obale otoka. Nalazi se na 43° 39' sjeverne zemljopisne širine i 16° 20' istočne zemljopisne dužine. Odlikuje se prirodnim vrijednostima krajolika, što ga uz slikovitu uvalu čini i borova šuma s južne strane, te neposredna okolica s dubokom, dobro zaklonjenom uvalom Šešulom i arhipelagom od sedam otočića (Balkun, Rudula, Grmej, Stipanska, Saskinja, Polebrnjak i hrid Kamičić).
Na najvećem među njima, a to je Stipanska, podignuta je u V-VI st. starokršćanska crkva s Benediktinskim samostanom od koga su do danas ostali znatni ostaci. Prirodno značenje masliničkog krajolika upotpunjuju povijesno-arhitektonske i ambijentalne vrijednosti baroknog dvorca i slikovitih pučkih kuća.

## Povijest
Maslinica je nastala 1703. kada je plemićka obitelj Marchi zatražila od mletačkog providura odobrenje za zasnivanje novog naselja i izgradnju dvorca s obrambenim kulama za obranu od čestih napada gusara. Dvorac je danas preuređen u luksuzni smještaj i restoran "Martinis Marchi". Izgrađena je marina s 40 - 50 vezova.
Danas je Maslinica privlačna turistima, a nautičarima uvala Šešula koja se nalazi do same Maslinice. Trajekti i brodovi ovdje ne pristaju, tako da se veza sa Splitom održava preko Rogača.

## Poznate osobe
- Josip Paladino, neurokirurg

- Miroslav Radman, biolog i akademik

- Lordan Zafranović, redatelj

## Stanovništvo
| broj stanovnika | 92    |       | 123   | 157   | 173   | 171   | 169   | 199   | 180   | 191   | 179   | 147   | 64    | 69    | 174   | 208   | 242   |
|                 | 1857. | 1869. | 1880. | 1890. | 1900. | 1910. | 1921. | 1931. | 1948. | 1953. | 1961. | 1971. | 1981. | 1991. | 2001. | 2011. | 2021. |

## Gospodarstvo
Stanovnici su se bavili ribarstvom, uglavnom ribolovom,kojeg danas gotovo i nema, osim športskog. Danas se više bave obiteljskim turizmom. Kao turističko odredište Maslinica je zanimljiva ljubiteljima prirode, prirodnih plaža i čistog mora. U zadnje vrijeme često je posjećuju nautičari kao i ljubitelji ronjenja, športskog ribolova i lova.

## Znamenitosti
- Dvorac Martinis Marchi, zaštićeno kulturno dobro